# Lorenzopius tubigaster
Lorenzopius tubigaster är en stekelart som först beskrevs av Fischer 1968.  Lorenzopius tubigaster ingår i släktet Lorenzopius och familjen bracksteklar. Inga underarter finns listade i Catalogue of Life.